# Посёлок рыбокомбината «Нара»
Посёлок рыбокомбината «Нара» — посёлок в Одинцовском районе Московской области, входит в городское поселение Кубинка. Население — 209 чел. (2010).
Посёлок расположен в 1,5 км к югу от автодороги «Беларусь» (Минское шоссе), в 5 км к юго-западу от города Кубинка, сливается с деревней Чупряково, высота центра над уровнем моря 180 м. В посёлке работает рыбокомбинат, имеется отделение почты, находящиеся на территории посёлка Асаковская средняя школа и детский сад относятся к деревне Чупряково.
По переписи 1989 года в посёлке числилось 87 хозяйств и 243 жителя, до 2006 года входил в состав Наро-Осановского сельского округа Одинцовского района.

## Население
| 2002 | 2006 | 2010 |
| ---- | ---- | ---- |
| 250  | →250 | ↘209 |